# بيكسلز (فلم 2010)
بيكسلز (بالإنجليزية: Pixels) ، هي فيلم رسوم متحركة فرنسي ، أنتجت عام 2010م ، ونشرها شركة ون مور برودكشن الفرنسية ، ومدة الفيلم دقيقتان.

## وصلات خارجية
- Pixels by Patrick Jean
- مقالات تستعمل روابط فنية بلا صلة مع ويكي بيانات

أفلام قصيرة 2010